# New Port Richey
New Port Richey est une ville américaine se situant dans le comté de Pasco, en Floride, sur le golfe du Mexique et intégrée à l'aire urbaine de la baie de Tampa.

## Démographie
| 1930 | 1940 | 1950  | 1960  | 1970  | 1980   |
| ---- | ---- | ----- | ----- | ----- | ------ |
| 758  | 920  | 1 512 | 3 520 | 6 098 | 11 196 |

| 1990   | 2000   | 2010   | - | - | - |
| ------ | ------ | ------ | - | - | - |
| 14 044 | 16 117 | 14 911 | - | - | - |

## Source
- (en) Cet article est partiellement ou en totalité issu de l’article de Wikipédia en anglais intitulé « New Port Richey, Florida » (voir la liste des auteurs).